# Lisandro Montenegro
Lisandro Sebastián Montenegro (Villa Gobernador Gálvez, 27 marzo 2003) è un calciatore argentino, centrocampista del Newell's Old Boys.

## Caratteristiche tecniche
Gioca come centrocampista centrale.

## Carriera
Cresciuto nel settore giovanile del Newell's Old Boys, ha debuttato in prima squadra il 4 febbraio 2023 nell'incontro di Primera División vinto 1-0 contro il Vélez Sarsfield ed una settimana dopo ha firmato il suo primo contratto professionistico. Ha segnato il suo primo gol il 4 luglio dello stesso anno contro il Gimnasia (LP).
Il 19 gennaio 2024 è passato in prestito al Platense.

## Statistiche

### Presenze e reti nei club
Statistiche aggiornate al 2 aprile 2024.
| Stagione        | Squadra           | Campionato      | Campionato | Campionato | Coppe nazionali | Coppe nazionali | Coppe nazionali | Coppe continentali | Coppe continentali | Coppe continentali | Altre coppe | Altre coppe | Altre coppe | Totale | Totale | Totale |
| Stagione        | Squadra           | Comp            | Pres       | Reti       | Comp            | Pres            | Reti            | Comp               | Pres               | Reti               | Comp        | Pres        | Reti        | Pres   | Reti   |        |
| --------------- | ----------------- | --------------- | ---------- | ---------- | --------------- | --------------- | --------------- | ------------------ | ------------------ | ------------------ | ----------- | ----------- | ----------- | ------ | ------ | ------ |
| 2023            | Newell's Old Boys | PD              | 12         | 1          | CA+CdL          | 0+4             | 0               | CS                 | 4                  | 0                  |             | -           | -           | 20     | 1      |        |
| 2024            | Platense          | PD              | 0          | 0          | CA+CdL          | 0+6             | 0               |                    | -                  | -                  |             | -           | -           | 6      | 0      |        |
| Totale carriera | Totale carriera   | Totale carriera | 12         | 1          |                 | 10              | 0               |                    | 4                  | 0                  |             | -           | -           | 26     | 1      |        |